# David Worth
David Worth (auch bekannt als Sven Conrad) ist ein US-amerikanischer Kameramann und Regisseur.

## Leben
David Worth studierte an der University of California, Los Angeles Theater- und Filmwissenschaften. In Hollywood begann seine Karriere zunächst als lichtsetzender Kameramann (cinematographer), er übernahm aber schnell die Aufgaben des bildgestaltenden Kameramannes (director of photography). Internationale Bekanntheit erlangte er durch die Zusammenarbeit mit Clint Eastwood an dem Film Bronco Billy (1980). Als Spezialist für Martial-Arts-Filme arbeitet Worth unter anderem mit Jean-Claude Van Damme, Paul Hogan und Roy Scheider zusammen.
David Worth ist zudem Dozent an der Chapman University in Orange (Kalifornien) und an der University of California in Los Angeles tätig.

## Filmografie (Auswahl)
als Kameramann
- 1972: Selbstjustiz (Bloody Trail)
- 1977: Tödliche Spiele (Death Game)
- 1980: Bronco Billy
- 1980: Mit Vollgas nach San Fernando (Any Which Way You Can)
- 1984: Rettet den Weihnachtsmann (The Night They Saved Christmas, Fernsehfilm)
- 1986: Lance – Stirb niemals jung (Never Too Young to Die)
- 1988: Bloodsport
- 1990: China Cry: A True Story
- 2002: Shark Attack 3 – Megalodon
- 2005: Alien Apocalypse
- 2006: Black Hole – Das Monster aus dem schwarzen Loch (The Black Hole, Fernsehfilm)
- 2007: Headless Horseman – Der kopflose Reiter (Headless Horseman)

als Regisseur
- 1975: Poor Pretty Eddie
- 1979: Mid Night Man (Hard Knocks)
- 1983: The Last Warrior – Der Kämpfer einer verlorenen Welt (I predatori dell'anno omega)
- 1989: Karate Tiger 3 – Der Kickboxer (Kickboxer)
- 1994: Chain of Command
- 1996: American Tigers
- 1998–1999: Air America
- 2000: Shark Attack 2
- 2002: Shark Attack 3 – Megalodon